# سيمون تشرتش
سيمون تشرتش (بالإنجليزية: Simon Church)‏ (مواليد 10 ديسمبر 1988) هو لاعب كرة قدم. يلعب مع منتخب ويلز لكرة القدم. سبق له أن لعب في بطولة أمم أوروبا لكرة القدم 2016 مع منتخب بلاده.

## مسيرته الكروية
لعب سيمون تشرتش خلال مسيرته الاحترافية مع 12 ناديًا في سبعة عشر موسمًا وسجل خلالها 41 هدفًا ضمن 248 مباراة. ولم يفز بأي موسم بالكأس أو بالدوري.
خاض سيمون تشرتش مسيرته مع نادي يوفل تاون في موسم 2007–08 لمدة موسم واحد، مشاركًا في 6 مباريات ولم يسجل أي هدف. ثم انتقل إلى نادي ليتون أورينت في موسم 2008–09 لمدة موسم واحد، حيث شارك في 13 مباراة سجل خلالها 4 أهداف. لينتقل بعدها إلى نادي ريدنغ في موسم 2009–10 ليلعب معه أربعة مواسم، مشاركًا في 104 مباراة سجل خلالها 22 هدفًا. ثم انتقل إلى نادي هدرسفيلد تاون في موسم 2012–13 لمدة موسم واحد، مشاركًا في 7 مباريات سجل خلالها هدفًا واحدًا. هذا وانتقل لاحقًا إلى نادي تشارلتون أثلتيك في موسم 2013–14 ولمدة موسمين، مشاركًا في 55 مباراة سجل خلالها 5 أهداف. ثم انتقل بعدها إلى نادي أبردين في موسم 2015–16 لمدة موسم واحد، مشاركًا في 13 مباراة سجل خلالها 6 أهداف. ليعود وينتقل من جديد، لكن هذه المرة إلى نادي رودا كيركراده في موسم 2016–17 لمدة موسم واحد، مشاركًا في 4 مباريات ولم يسجل أي هدف. لينتقل بعدها إلى نادي بليموث أرجايل في موسم 2017–18 لمدة موسم واحد، مشاركًا في مباراتين ولم يسجل أي هدف أيضًا.

## روابط خارجية
- سيمون تشرتش على موقع الاتحاد الأوربي (الإنجليزية)
- سيمون تشرتش على موقع إي إس بي إن إف سي (الإنجليزية)
- سيمون تشرتش على موقع قاعدة بيانات كرة القدم.إي يو (الإنجليزية)
- سيمون تشرتش على موقع ناشيونال فوتبول تيمز (الإنجليزية)
- سيمون تشرتش على موقع Soccerbase.com (لاعب) (الإنجليزية)
- سيمون تشرتش على موقع Soccerway.com (الإنجليزية)
- سيمون تشرتش على موقع عالم كرة القدم.نت (الإنجليزية)
- سيمون تشرتش على موقع كووورة
- سيمون تشرتش على موقع AS.com (الإسبانية)